# Molenbeekdal
Het Molenbeekdal is een natuurgebied ten zuidwesten van Sevenum.
Het terrein, eigendom van Staatsbosbeheer ligt in het dal van de Groote Molenbeek en het sluit aan op andere natuurgebieden als Heesbeemden, Winkel en Schatberg.
Er zijn laagten ontstaan door het uitbaggeren van veen, en hier vindt men moerasbos met wateraardbei en waterdrieblad Ook zijn er overgangen naar hogere delen.